# Thomas Foerster
Thomas Foerster (* 1976 in Jena) ist ein deutscher Kunsthistoriker und Museumskurator.

## Leben
An der Friedrich-Schiller-Universität in seiner Geburtsstadt studierte Foerster Kunstgeschichte, Neuere Geschichte und Klassische Archäologie. 2004 bis 2008 promovierte er als Stipendiat des Cusanuswerks ebendort zu hochmittelalterlicher Wandmalerei im Hildesheimer Dom, der Quedlinburger Stiftskirche St. Servatius und dem Kloster St. Vitus in Gröningen. Es schloss zunächst eine Beschäftigung als wissenschaftlicher Volontär im Hessischen Landesmuseum Darmstadt an, bevor Thomas Foerster dort wissenschaftlicher Mitarbeiter wurde. 2013 übernahm er die Leitung eines Projektes zur Erforschung der altdeutschen Malerei des Darmstädter Museums im Kontext der mittelrheinischen Tafelmalerei in Spätmittelalter und Früher Neuzeit. 2018 wurde er Nachfolger von Theo Jülich als Kurator mittelalterlicher Kunst am Hessischen Landesmuseum.

## Veröffentlichungen (Auswahl)
- Bildprogramme hochmittelalterlicher Wandmalereien. Die bildlichen Argumentationsstrategien in Hildesheim, Quedlinburg und Kloster Groningen (= Palmbaum-Texte. Band 30). Bucha bei Jena 2011.
- Das Passionstriptychon im St. Nikolaus-Hospital von Bernkastel-Kues. In: Cusanus-Jahrbuch. 2011, S. 55–90.
- Beobachtungen zum Wernigeröder Altar im Hessischen Landesmuseum Darmstadt. In: Kunst in Hessen und am Mittelrhein. Band 6, 2011, S. 9–40.
- „Hunderte von Bruchstücken bemalter Glasfenster“. Die Glasmalereien im Kloster Lorsch. In: Annette Zeeb, Bernhard Pinsker (Red.): Kloster Lorsch. Vom Reichskloster Karls des Großen zum Weltkulturerbe der Menschheit. Ausstellungskatalog. Imhof, Petersberg 2011, S. 292–311.
- (Red.): Gedenkschrift für Theo Jülich (= Kunst in Hessen und am Mittelrhein. Band 11). Darmstadt 2018.
- Der Ortenberger Altar. In: Ulrich Schütte u. a. (Hrsg.): Werk, Kontexte, Ensembles (= Mittelalterliche Retabel in Hessen. Band 2). Imhof, Petersberg 2019, S. 138–145.